# マコンベ川
マコンベ川（マコンベがわ、Makombé River）は、カメルーンの南西部を流れる川で、ウーリ川の支流の一つである。ヤバシの北東およそ32キロメートル付近でヌカム川と合流して、ウーリ川となる。

## 流路

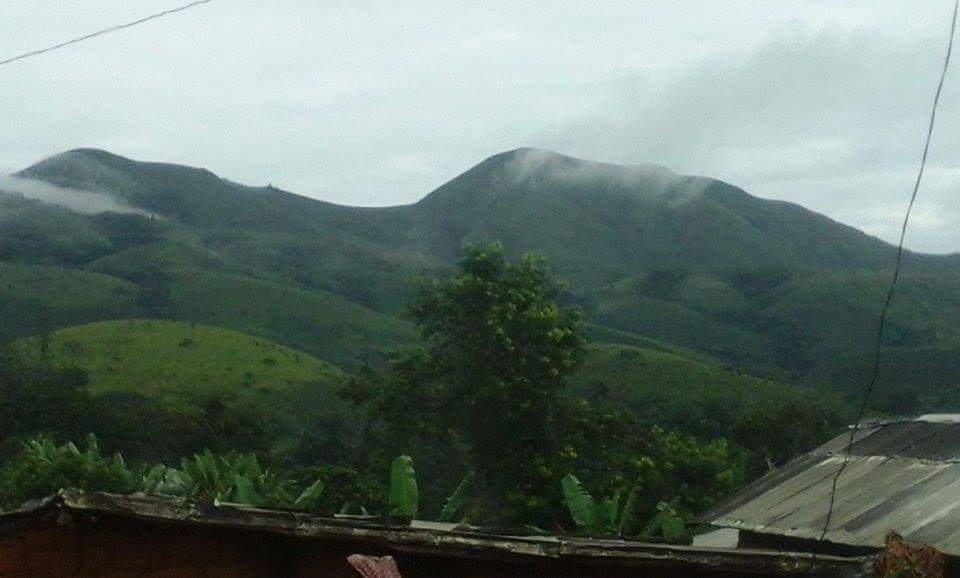
マコンベ川流域の最高峰バチャ山。

マコンベ川の源流は、カメルーン西部州のバナ山地（Massif de Bana）にあり、バンガンテ、ンディキニメキ、ンガンベといった区域からの水を集めて流れ下る。水源域は山地や、バミレケ高原といった標高の高い場所にあり、その標高は概ね800から2000メートルの範囲である。ウーリ川へ合流する辺りでは、標高が200メートルを下回ってくるので、水源との高低差は大きく、特に源流域は急流である。

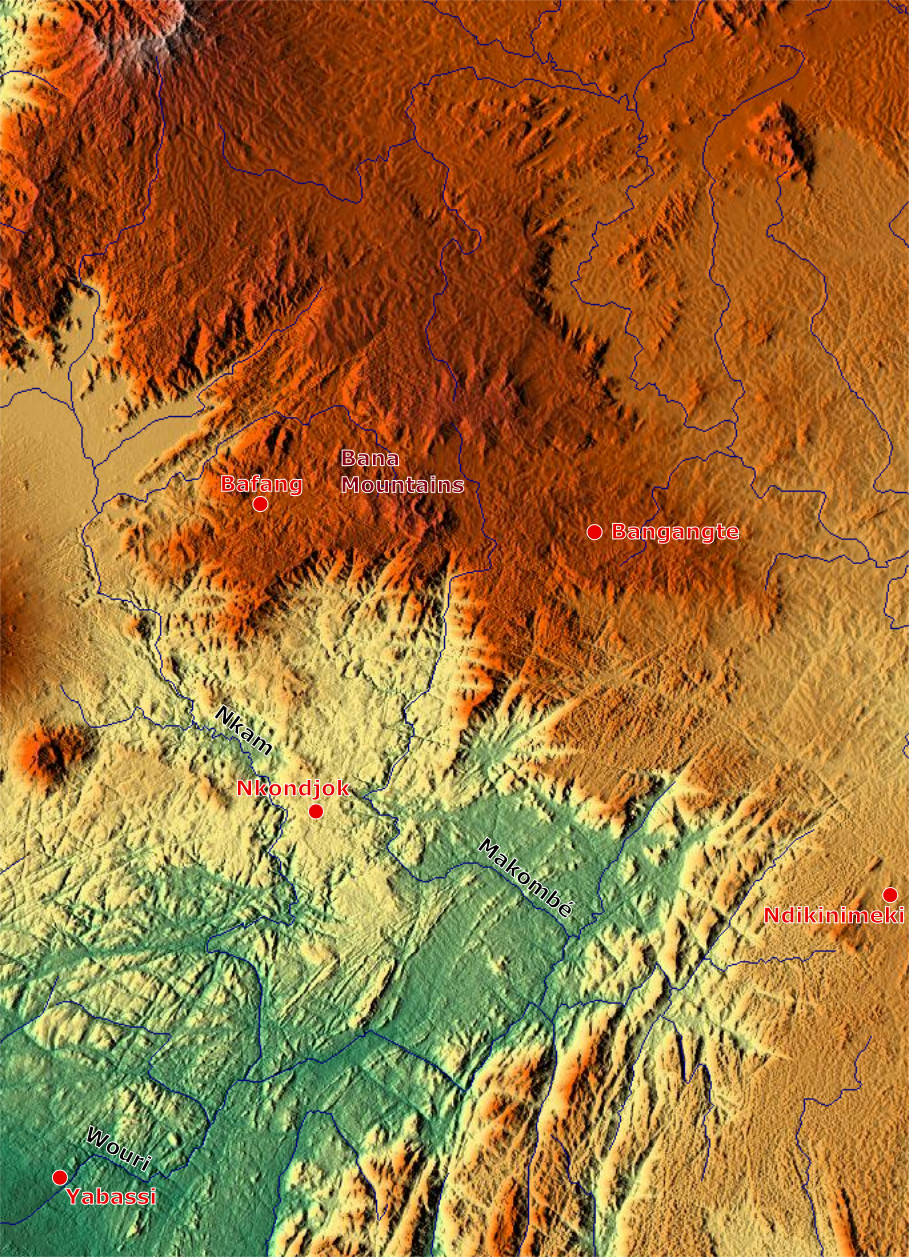
マコンベ川流域の起伏図。

マコンベ川流域の河川網は複雑で、流路も鋭く向きを変えて流れる。流路の向きは概ね、カメルーン火山列やベヌエ溝と呼ばれる裂線に対応する方向に揃う傾向がある。

## 自然
カメルーン西部州は、降水量の多い地域で、年降水量は概ね2000ミリメートル以上、3000ミリメートルを超えるところも珍しくない中で、マコンベ川上流域は、比較的降水量が少ない地域である。
東南北の三方をマコンベ川に囲まれ、ヌカム川、ヤバシとバファンを結ぶ道路より東の、およそ600平方キロメートルの区域は、マコンベの森と呼ばれ、隣接する2箇所の森と共に、ヤバシの重要野鳥生息地に選定されている。森は、急斜面で表土の浅い場所を除いて概ね樹高が高く、主な樹種は Antrocaryon、セイバ、ボンゴシ、ダベマ、Pycnanthus、Scyphocephalium、ウアパカなどである。生息する野鳥の中で特徴的なものは、ニシルリガシラタイヨウチョウ、キンコブサイチョウなどが挙げられる。マコンベの森の周囲にはいくつか狩猟を行う村があり、アフリカゾウ、チンパンジー、ドリルなどの地上動物は数を減らしている。

## 社会
マコンベ川流域には、19世紀にバミレケ民族が定住するようになった。元々暮らしていたバミレケ高原から、低地の森へと下り、パーム油などを採集して交易品としていた。バミレケの人々は、マコンベ川の東部から進出して、川の対岸にも村を築いた。